# Deatta koro no you ni
«Deatta koro no you ni» (el título original es 出逢った頃のように) es el quinto sencillo del grupo de origen japonés Every Little Thing lanzado el 6 de agosto de 1997. El sencillo debutó en el #3 de los charts Oricon. En 2005 el grupo reviviría esta canción de un modo acústico para promocionar su álbum recopilatorio en versiones acústicas llamado ACOUSTIC:LATTE.

## Lista de canciones
1. «Deatta koro no you ni»
2. «Deatta koro no you ni» (Summer Night Mix)
3. «Deatta koro no you ni» (Instrumental)

- Datos: Q3275199